# Przestrzeń Traubego
Przestrzeń półksiężycowata Traubego (ang. Traube's semilunar space) – w anatomii topograficznej, jest to przestrzeń zawarta między:
- lewym płatem wątroby
- dolną granicą lewego płuca
- śledzioną
- łukiem żebrowym[1].

W badaniu jamy brzusznej obecność i wielkość przestrzeni Traubego ocenia się opukiwaniem. Nad przestrzenią tą odgłos opukowy ma charakter bębenkowy.
Zmniejszenie przestrzeni półksiężycowatej od góry może świadczyć o wysiękowym zapaleniu opłucnej. Ma ona kształt półksiężycowaty, szerokość przeciętnie 12 mm, i jest odzwierciedleniem obecności gazu w żołądku. 
Pojęcie to wprowadził do medycyny Oscar Fraentzel, uczeń i asystent Ludwiga Traubego, który jako pierwszy stwierdził obecność tego zjawiska opukowego.